# Мічман Панін
«Мічман Панін» (рос. «Мичман Панин») — радянський художній фільм 1960 року, режисера Михайла Швейцера.

## Сюжет
Фільм про революційну діяльність моряків Балтійського флоту в роки, що передували першій світовій війні. Моряки крейсера «Єлизавета» на чолі з мічманом Паніним (прототип — Василь Лукич Панюшкін) рятують засуджених до смертної кари революціонерів і допомагають їм бігти за кордон.

## У ролях
- В'ячеслав Тихонов —  мічман Василь Панін
- Микола Сергєєв —  капітан Микола Васильович Сергєєв
- Микита Подгорний —  мічман Ведерников
- Леонід Куравльов —  Петро Камушкін, кочегар
- Іван Переверзєв —  Іван Григор'єв, боцман
- Лев Поляков —  офіцер Грузінов
- Олег Голубицький —  офіцер Станіслав Михайлович Пекарський
- Леонід Кміт —  унтер-офіцер Савичев
- Володимир Покровський —  старший офіцер Фарафонтов
- Микола Пажитнов —  штабс-капітан Бах, судновий лікар
- Григорій Шпігель —  отець Феоктист
- Євген Тетерін —  Роберт Миколайович Вірен, військовий губернатор Кронштадта
- Данило Нетребін —  Маркелов
- Григорій Михайлов —  Барабанов
- Микола Граббе —  матрос Рісман
- Рудольф Панков —  юнга Обисов
- Михайло Глузський —  Усольцев, організатор втечі
- Степан Бубнов —  боцман
- Микола Хрящиков —  факельник
- Лідія Смирнова —  дружина боцмана Григор'єва
- Лариса Кадочникова —  Жозефіна
- Олександр Смирнов —  офіцер флоту  (немає в титрах)
- Володимир Ферапонтов — радист

## Знімальна група
- Автори сценарію: Семен Лунгін, Ілля Нусінов
- Режисер: Михайло Швейцер
- Оператор: Тимофій Лебешев
- Художники: Лев Мільчин, Ірина Шретер
- Композитор: Веніамин Баснер